# Nitronaat

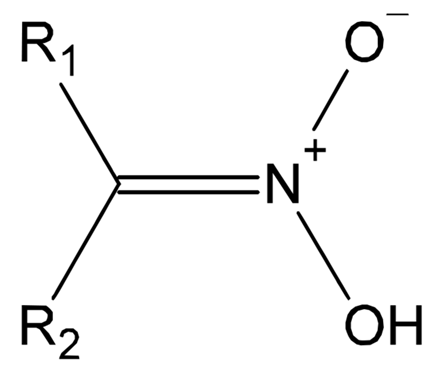
Structuurformule van een nitronaat.

Een nitronaat is in de organische chemie een functionele groep of stofklasse met als algemene formule R1R2C=N+(OH)(O−). Het is de tautomerische vorm van een nitrogroep.
In een Nef-reactie worden nitronaten omgevormd tot ketonen.